# MSCI Emerging Markets
| MSCI Emerging Markets | MSCI Emerging Markets |
| Stammdaten            | Stammdaten            |
| --------------------- | --------------------- |
| Staat                 | Global                |
| Börse                 | Global                |
| Kategorie             | Aktienindex           |
| Familie               | MSCI                  |

Entwicklung des monatlichen Indexstands bis Ende 2020

Der MSCI Emerging Markets Index ist ein Aktienindex, der die Entwicklung von etwa 1250 Aktien aus ausgewählten Schwellenländern der Emerging Markets abbildet. In jedem dieser Länder deckt der Index mit den größten Aktiengesellschaften etwa 85 % der Streubesitz-Marktkapitalisierung ab. Die einzelnen Unternehmen werden gemäß ihrer jeweiligen Streubesitz-Marktkapitalisierung gewichtet. Der Index wird vom US-amerikanischen Finanzdienstleister und Indexanbieter MSCI berechnet.

## Zusammensetzung
Folgende 24 Länder rechnet MSCI zu den Schwellenländern:
- Amerika: Brasilien, Chile, Kolumbien, Mexiko, Peru
- Europa: Griechenland, Polen, Tschechien, Ungarn
- Afrika und Vorderasien: Ägypten, Katar, Kuwait, Saudi-Arabien, Südafrika, Türkei, Vereinigte Arabische Emirate
- Asien/Ozeanien: China, Indien, Indonesien, Malaysia, Philippinen, Südkorea, Taiwan, Thailand

Der Index setzt sich aus den Börsenwerten von 1.252 Aktien aus diesen Ländern zusammen (Stand: 31. Dezember 2024). Titel aus der Volksrepublik China stellen mit etwa 28 % den größten Anteil. Es folgen Taiwan mit 19,7 %, Indien mit 19,4 %, Südkorea mit 9 % und Saudi-Arabien mit 4,2 %.
Jede Aktiengesellschaft wird gemäß dem von MSCI und Standard & Poor’s entwickelten Global Industry Classification Standard (GICS) nach ihrer Hauptgeschäftstätigkeit genau einem dieser 11 Sektoren zugeordnet, für die jeweils auch eigene Sektoren-Indizes berechnet werden. Zum 31. Dezember 2024 lag die folgende Verteilung auf die Sektoren vor:
- Information Technology (Software und dazugehörige Dienstleistungen, Hardware-Herstellung und Ausrüstung, Halbleiter-Produktion; 24,25 %)
- Financials (Banken, weitere Finanzdienstleistungen inkl. Börsen, Rating-Agenturen, Holdings usw., Versicherungen; 23,73 %)
- Consumer Discretionary („Nicht-Basiskonsumgüter“: Automobile und Zubehör, Kleidung inkl. Luxuswaren, Waren für die Freizeitgestaltung, Verbraucher-Dienstleistungen inkl. Hotels, Restaurants und Reise-Anbieter, zu all diesem gehörige Dienstleister und Händler inkl. Internet-Händler; 13,12 %)
- Communication Services (Telekommunikation, Medien- und Unterhaltung; 9,42 %)
- Industrials (kommerzielle Investitionsgüter, dazugehörige Dienstleistungen, Transport-Unternehmen; 6,59 %)
- Materials (Chemie-Industrie [ohne Haushaltschemie], Baustoffe, Behältnisse und Verpackungen, Metalle und ihre Gewinnung, Papier und andere Holzprodukte; 5,71 %)
- Consumer Staples („Basiskonsumgüter“: Handel und Produktion von Nahrungsmitteln inkl. frei verkäufliche Medikamente und Tabakwaren, Haushaltswaren inkl. Reinigungs- und Pflegeprodukte; 4,79 %)
- Energy (Gewinnung, Raffinierung und Vertrieb fossiler Energieträger, dazugehörige Ausrüster und Dienstleister; 4,56 %)
- Health Care (Medizinische Ausrüstung und Dienstleistungen, Pharmazie, Biotechnologie und Biowissenschaften; 3,45 %)
- Utilities (Energie- und Gasversorger inkl. Produzenten alternativer Energien, integrierte Versorger, Wasserversorger; 2,72 %)
- Real Estate (Immobiliengesellschaften inkl. Real-Estate-Investment-Trusts, dazugehörige Dienstleister; 1,65 %)

Größte Einzelwerte sind (Stand: 31. Dezember 2024)
1. TSMC (10,54 %)
2. Tencent Holdings (4,55 %)
3. Alibaba (2,25 %)
4. Samsung (2,25 %)
5. HDFC Bank (1,53 %)
6. Meituan (1,26 %)
7. Reliance Industries (1,13 %)
8. China Construction Bank (1,05 %)
9. ICICI Bank (1,02 %)
10. Infosys (0,95 %)

Das Gewicht der zehn größten Einzelwerte beträgt 26,52 %.

## Abgrenzung von anderen Indizes
Im MSCI Emerging Markets werden Aktien aus Industrieländern (Developed Markets) nicht berücksichtigt. Diese bildet MSCI im MSCI World Index ab. Er ist mit dem MSCI Emerging Markets Index zum MSCI All Country World Index (MSCI ACWI) zusammengefasst.
Weitere Länder, sogenannte Grenzmärkte (Frontier Markets), berücksichtigt MSCI im MSCI Frontier Markets Index.
Auch Nebenwerte (Small Caps), die nicht zu den nach Streubesitz-Marktkapitalisierung 85 % der größten Aktiengesellschaften des jeweiligen Schwellenlandes gehören, werden nicht im MSCI Emerging Markets Index abgebildet. Sie finden sich stattdessen, sofern sie nicht zu dem 1 % der kleinsten Aktiengesellschaften des jeweiligen Landes gehören, im MSCI Emerging Markets Small Cap Index bzw. zusammengefasst mit dem MSCI Emerging Markets Index im MSCI Emerging Markets Investable Market Index.
Daneben gibt es ähnlich konstruierte Indizes für Schwellenländer von anderen Indexanbietern wie etwa den FTSE Emerging Index von FTSE oder den Solactive GBS Emerging Markets Large & Mid Cap USD Index von Solactive.